# Орландо, Жино
Жино Орландо (порт.-браз. Gino Orlando; 3 сентября 1929, Сан-Паулу — 24 апреля 2003, Сан-Паулу) — бразильский футболист, нападающий.

## Карьера
Жино Орландо родился в Сан-Паулу в семье итальянских мигрантов. Его детство прошло в доме на улице Руа-Баран-ду-Бананал, но оно было несчастливым — игрок рано потерял отца и был вынужден работать с малых лет. Он начал играть за любительские команды из родного города, самой известной из которых была «АА Матараццо», команда завода на котором он работал. В 1947 году он перешёл в молодёжный состав «Палмейраса». Футболист сыграл также 4 матча (2 победы, 1 ничья и одно поражение) за основу команды и голов не забивал. В начале 1951 году Орландо перешёл в «XV ноября» из Жау. В этой команде Жино составил одну из самых известных линий нападения во всей истории Жау, вместе с Дино Сани, Жерсио Пассадоре и Америко Муроло. В начале 1952 года Орландо и Сани были куплены клубом «Комерсиал».
В конце 1952 года Жино перешёл в «Сан-Паулу», который уже несколько лет искал замену центрофорварда завершившему карьеру Леонидасу. В следующем году Орландо помог клубу выиграть чемпионат штата Сан-Паулу. В 1955 году купить Орландо захотел туринский «Ювентус», однако после долгих переговоров, представители «Старой Синьоры» отказались от сделки, быстро подписав форварда «Коринтианса» Нардо. Два года спустя Джино выиграл свой второй титул чемпиона; в одном из матчей первенства — против «Понте Преты», Орландо забил 4 гола. В решающей игре с «Коринтиансом» Жино жестко поругался с игроком команды соперника, Луизиньо. На следующий день они случайно столкнулись на улице, когда оба посещали травмированного Алфредо Рамоса. У них случилась стычка, закончившаяся тем, что Луизиньо ударил кирпичом по лбу Орландо. У того был глубой кровоточащий порез. Позже футболисты помирились на шоу Мануэла де Нобреги.
Мы встретились в кафе, и Луизиньо с распростертыми объятиями обнял меня. Луизиньо раздражен, только когда он на поле
Последний матч за «Сан-Паулу» Джино сыграл против «Гуаратингеты», в котором он забил один из голов (3:0). За клуб футболист провёл 447 матчей (250 побед, 96 ничьих и 101 поражение) и забил 232 гола, по другим данным — 233 гола, по третьим — 238 голов. В апреле 1963 года Орландо перешёл в клуб «Португеза Деспортос». А годом позже стал игроком «Жувентуса», где завершил карьеру в 1966 году.
В составе сборной Бразилии Джино дебютировал 1 апреля 1956 года в матче со сборной штата Пернамбуку. 8 апреля того же года он забил первый мяч за национальную команду, поразив ворота Португалии. 18 мая 1958 года Орландо провёл последний матч за сборную страны, против команды Болгарии. Всего за сборную Бразилии нападающий сыграл 9 матчей (8 официальных) и забил 3 гола.
Футболист по завершении карьеры работал инспектором в Бразильском институте кофе. С 1969 по 2003 год занимал должность администратора стадиона Морумби. В феврале 2003 года он был госпитализирован из-за болей в сердце. Ему была сделана операция по исправлению аневризмы в сердечной мышце. 24 апреля он умер из-за острой сердечной недостаточности.

## Достижения

### Командные
- Чемпион штата Сан-Паулу: 1953, 1957

### Личные
- Лучший бомбардир турнира Рио-Сан-Паулу: 1958 (12 голов)[15]

## Личная жизнь
Жино Орландо был женат. В 1957 году у него родился сын Жино Орландо Жуниор.